# Entosphenus minimus
Entosphenus minimus (Syn.: Lampetra minima, englischer Trivialname: Miller Lake Lamprey) ist eine Neunaugenart, die endemisch in einigen Abflüssen des Miller Lakes im Klamath County im US-Bundesstaat Oregon vorkommt. Früher war sie auch direkt im Miller Lake heimisch; dort ist sie aber bereits im Jahr 1958 durch Pestizideinsatz gezielt ausgerottet worden.

## Beschreibung
Entosphenus minimus ist mit einer Länge von 72 bis 129 Millimetern die kleinste Neunaugenart. Das Saugmaul ist mit dreizehn bis siebzehn Hornzähnen ausgestattet. Die Rumpfmuskulatur besteht gewöhnlich aus 60 bis 65 Muskelabschnitten.

## Lebensweise
Die augen- und zahnlosen Querder (Larven) halten sich im Weichsediment des Gewässergrundes auf und filtrieren Detritus und Plankton aus dem vorbeifließenden Wasser. Nach etwa fünf Jahren vollziehen sie eine Metamorphose und leben als erwachsene Tiere parasitär, indem sie vom Blut lebender Fische saugen.

## Status

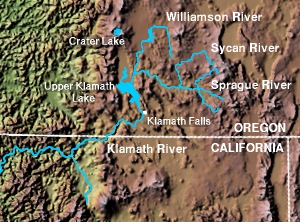
Verbreitungsgebiet von Entosphenus minimus.
Der Miller Lake befindet sich nordnordöstlich des Crater Lake, hier knapp außerhalb des Kartenausschnitts (oberer Rand).

Entosphenus minimus galt zwischen 1958 und 1992 als ausgestorben oder verschollen. Da die Neunaugen an der vorgestreckten Brut (fingerlangen Jungfischen) von Forellen parasitierten, wurden sie von den Fischzüchtern am Miller Lake als Plage angesehen und mit Pestiziden wie Toxaphen bekämpft. Dabei war zunächst wohl nicht bekannt gewesen, dass es sich um eine nur hier vorkommende, eigene Art der Neunaugen handelt. Es wurde dann lange Zeit angenommen, dass die einzige Population im Miller Lake vorgekommen und durch die Pestizide ausgelöscht worden war. 1992 wurde im Oberlauf des Williamson River jedoch ein ausgewachsenes Exemplar der Art wiederentdeckt. Bei weiteren Suchen in den 1990er-Jahren stellte sich heraus, dass die Neunaugen-Populationen im Miller Creek, im Jack Creek und im Sycan River ebenfalls zur Art Entosphenus minimus gehören.
Nach der Wiederentdeckung wurde die vormals als „ausgestorben“ klassifizierte Art von der IUCN zunächst in die Rote Liste-Kategorie „unzureichende Datenlage“ (data deficient) und 2013 in die Kategorie „gefährdet“ (vulnerable) gestellt.